# (1309) Hiperbórea
(1309) Hiperbórea es un asteroide perteneciente al cinturón exterior de asteroides descubierto el 11 de octubre de 1931 por Grigori Nikoláievich Neúimin desde el observatorio de Simeiz en Crimea.
Está nombrado por Hiperbórea, una región septentrional de la mitología griega.